# 四队镇
四队镇是中华人民共和国江苏省连云港市灌云县下辖的一个镇。
2005年8月26日，江苏省人民政府批复同意将鲁河乡与四队镇合并设立四队镇，镇政府驻四队。

## 行政区划
四队镇下辖以下村级行政区划单位：
街东社区、街西社区、二队村、老西村、大东村、隆兴村、三队村、中心村、二段村、界北村、三沟村、腰南村、付岔村、中南村、后腰村、北六队村、正兴村、民治村、南兴村、鲁河村、沈场村、杨庄村、兴二村、吴赵村、兴三村、双闸村、兴五村和兴四村。